# 노르웨이 올림픽 박물관

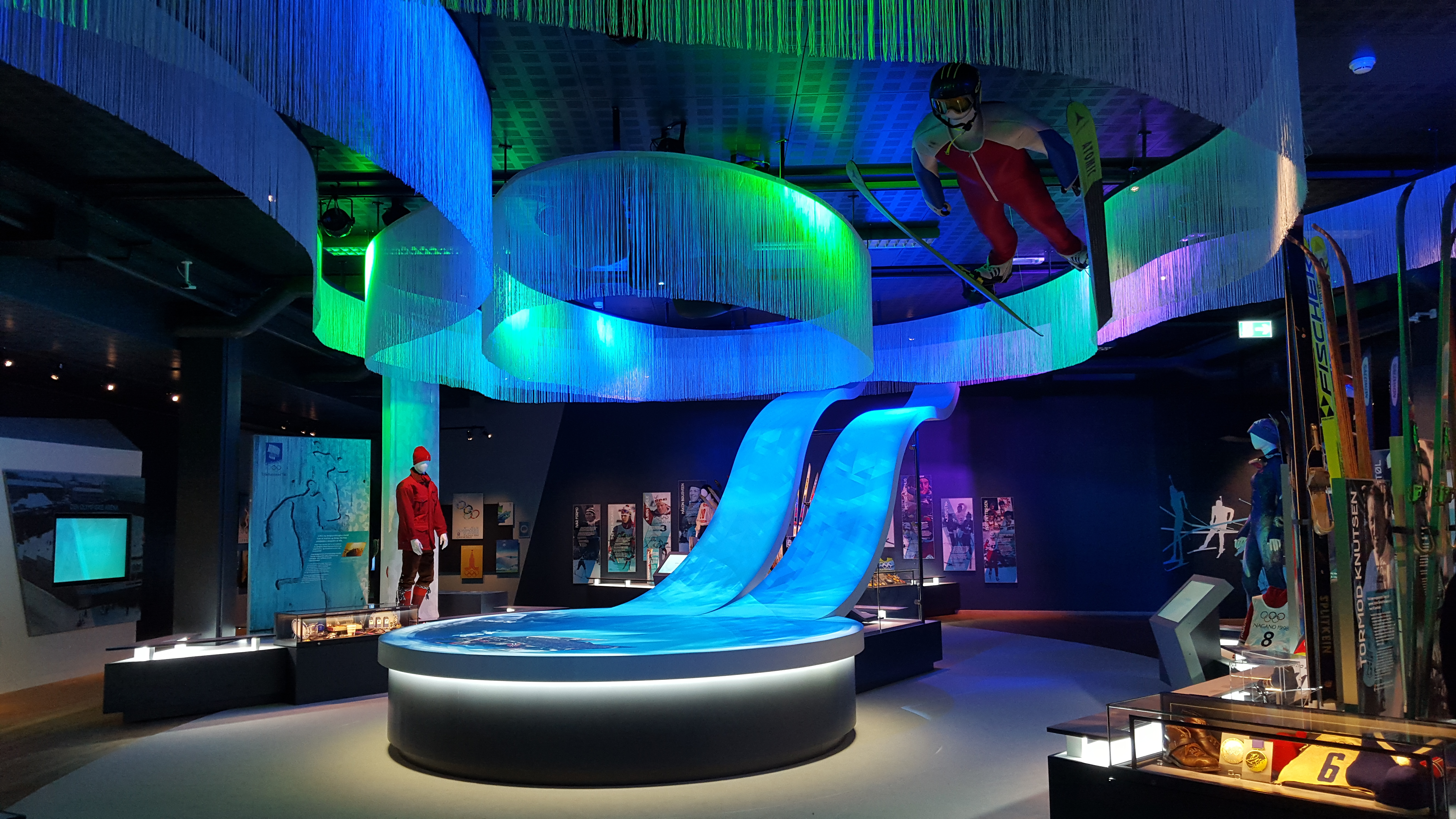
노르웨이 올림픽 박물관의 내부. 사진: Sarah Clarke / Mather & Co.

노르웨이 올림픽 박물관(Norwegian Olympic Museum, Norges Olympiske Museum)은 노르웨이 릴레함메르 마이하우겐에 위치한 박물관이다.
노르웨이 올림픽 박물관은 고대와 현대의 올림픽 경기의 역사를 전시하며, 오슬로의 1952년 동계 올림픽, 릴레함메르의 1994년 동계 올림픽에 초점을 두고 있다. 상호작용적 기능, 멀티미디어 프레젠테이션, 진품과 관련한 이야기를 통해 올림픽의 하이라이트들이 표현된다.
노르웨이 올림픽 박물관은 하랄 5세와 소냐 왕비에 의해 1997년 11월 27일 Håkons Hall에서 공식 개관되었다.